# Turistická značená trasa 7468
 Turistická značená trasa 7468 je 2 km dlouhá žlutě značená trasa Klubu českých turistů v Železných horách a v okrese Chrudim spojující Žďárec u Seče a vodní nádrž Seč. Převažující směr je jižní. Trasa se nachází na území CHKO Železné hory.

## Průběh trasy
Turistická trasa má svůj počátek v centru vsi Žďárec u Seče na rozcestí se zeleně značenou trasou 4314 ze Seče do Běstviny, se kterou vede z počátku v krátkém souběhu. Poté nabírá jižní směr, opouští vesnici a po polní cestě stoupá na vrchol Na Farářství. Na jeho náhorní plošině míjí model šibenice s informační tabulí. Z vrcholu klesá do rekreační oblasti Kamenná obec u vodní nádrže, kde u silnice II/340 končí na rozcestí s modře značenou trasou 1917 z Heřmanova Městce na poloostrov v úbočí Bučiny.

## Turistické zajímavosti na trase
- Naučná stezka Krajem Železných hor
- Zvonička ve Žďárci u Seče
- Šibenička Na Farářství

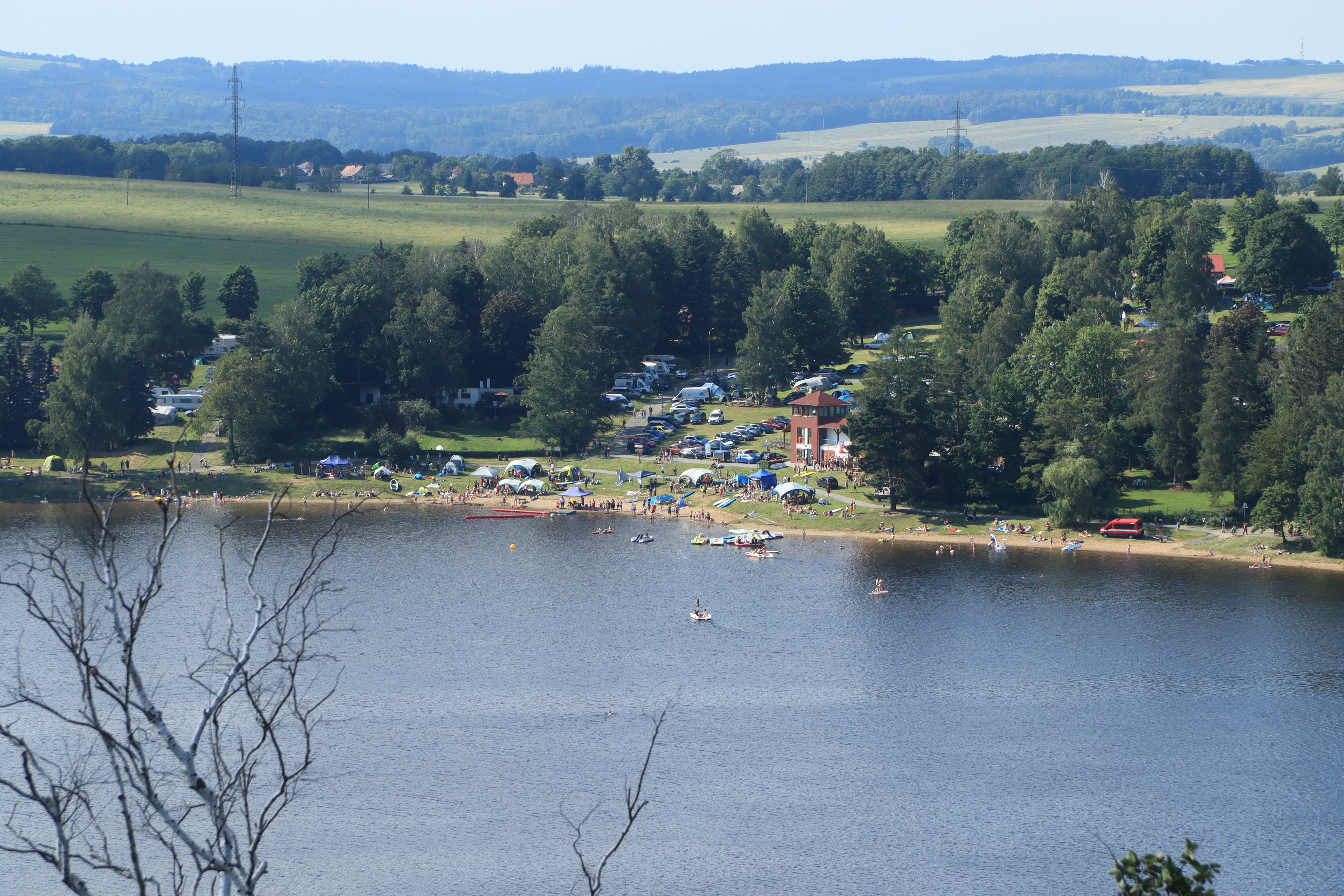
Vodní nádrž Seč
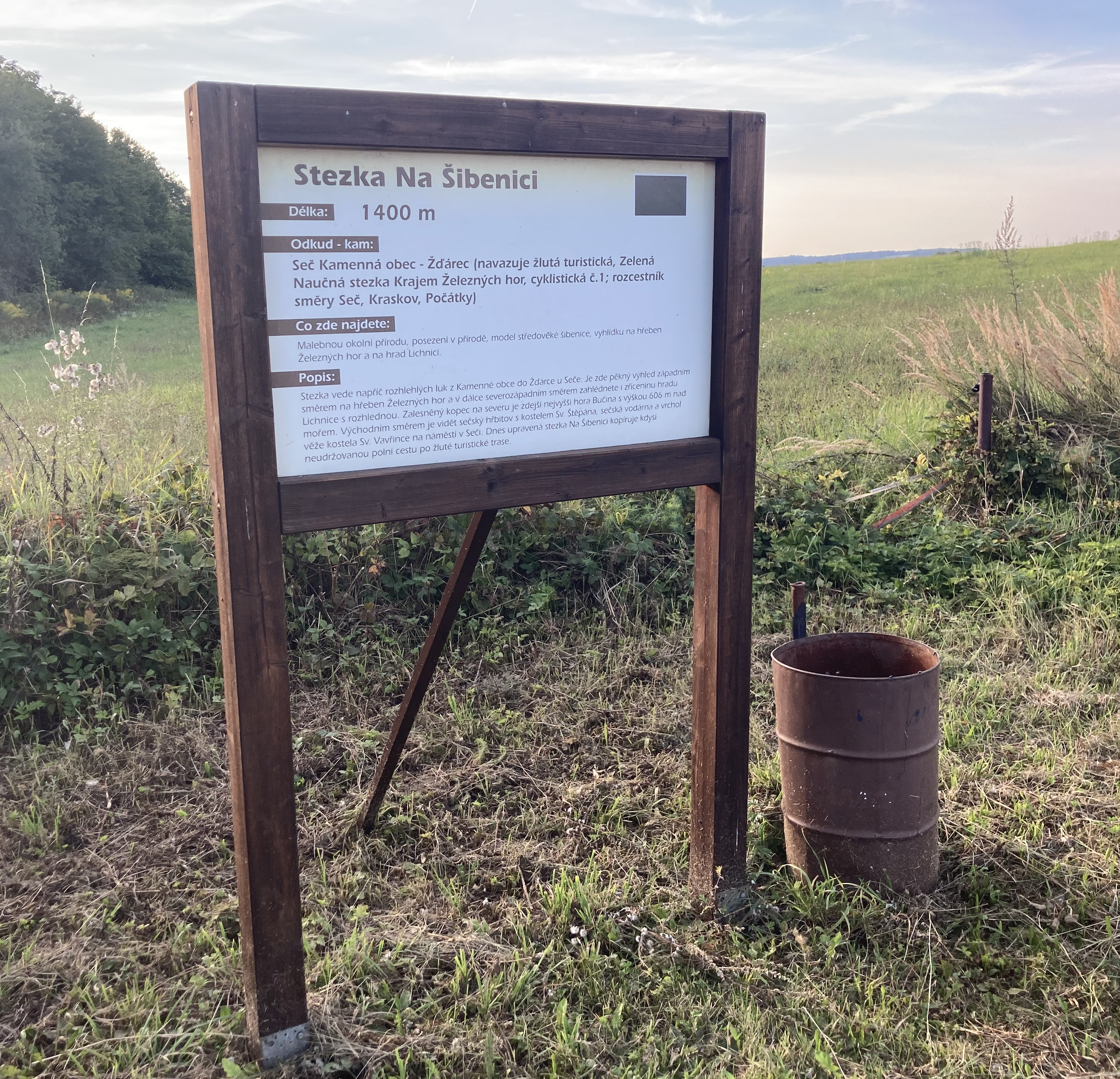
Infotabule Stezky na Šibenici
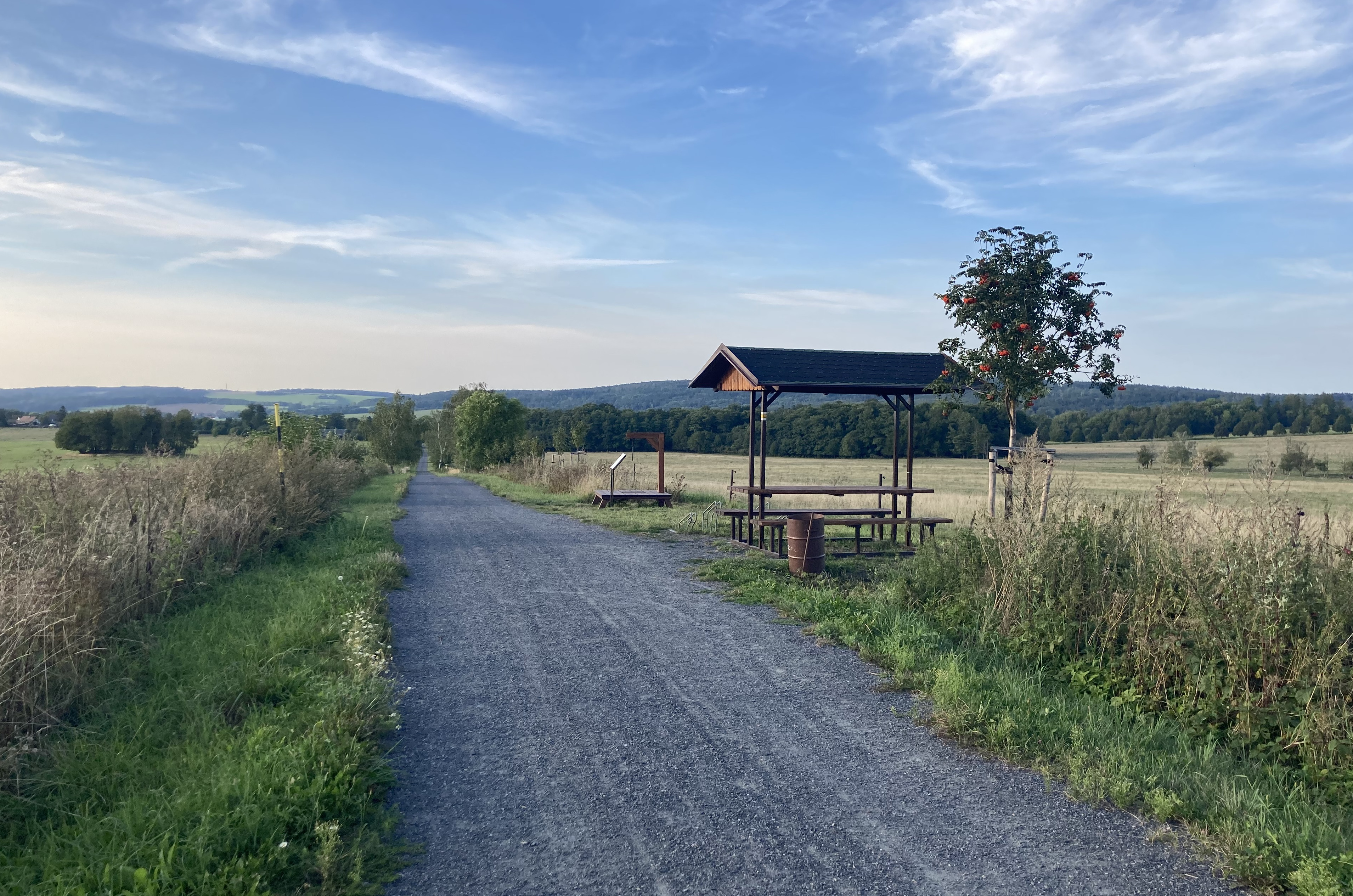
Přístřešek a šibenice
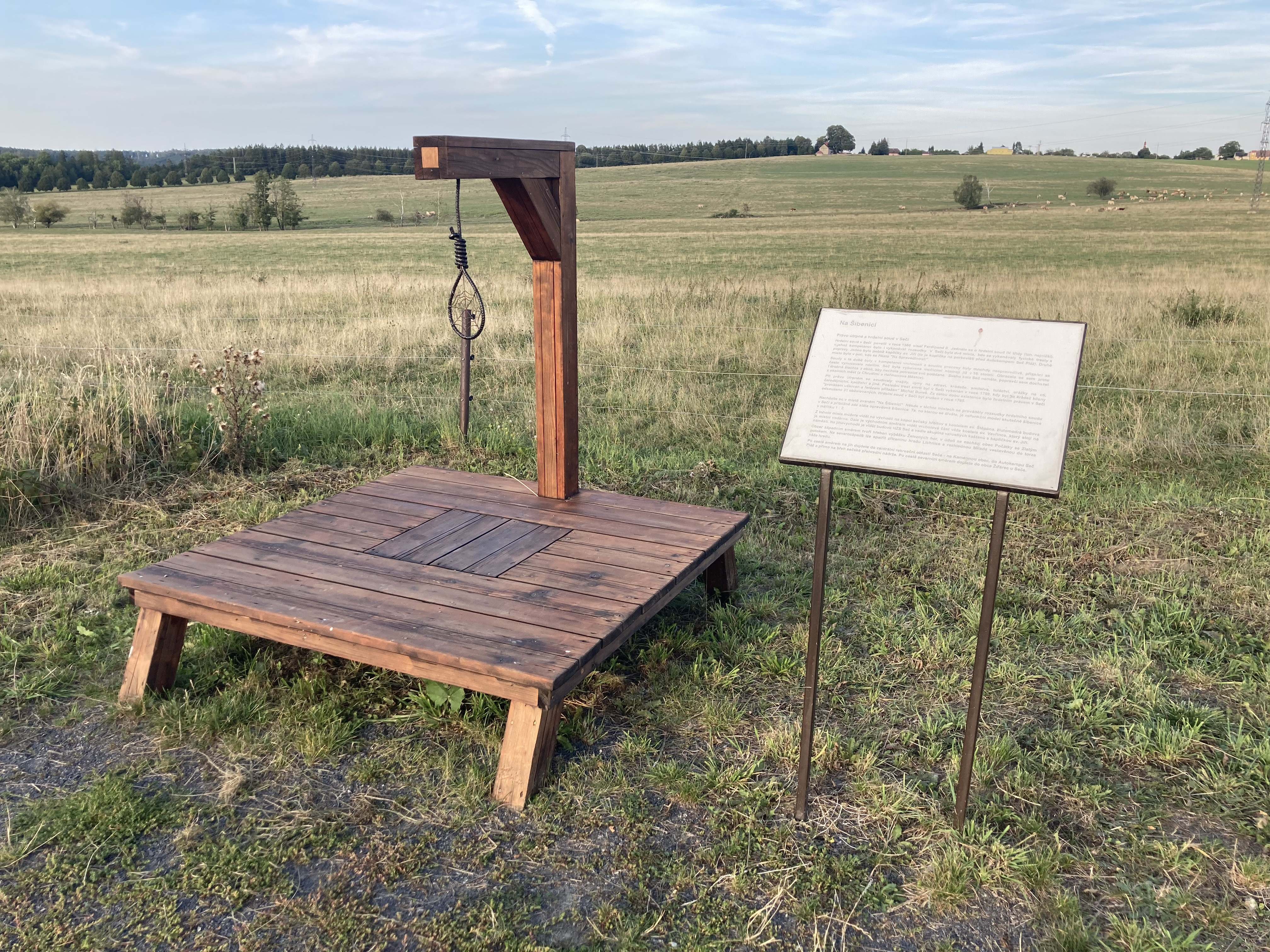
Šibenice
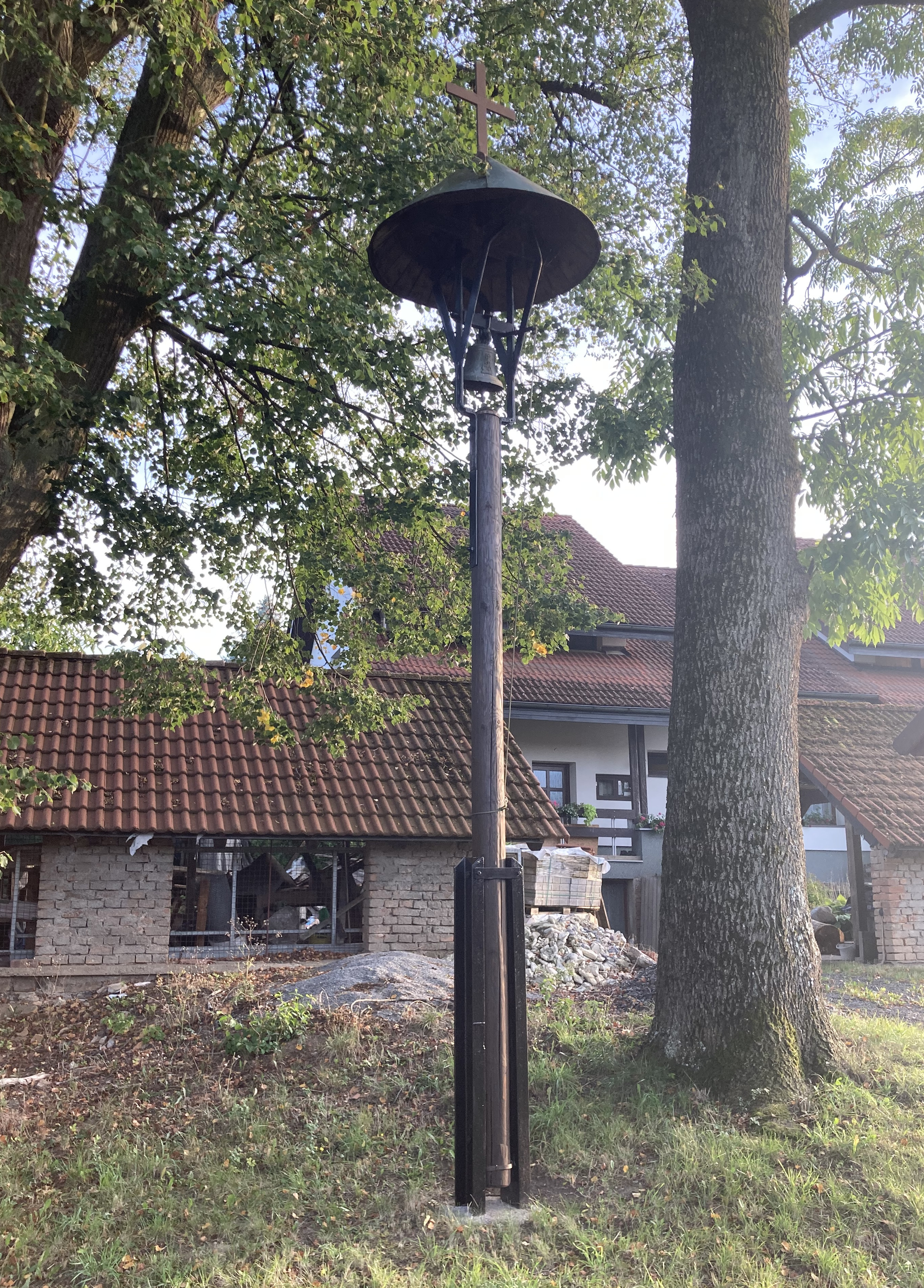
Zvonička na návsi ve Ždárci u Seče

- Vodní nádrž Seč
- Infotabule Stezky na Šibenici
- Přístřešek a šibenice
- Šibenice
- Zvonička na návsi ve Ždárci u Seče